# Třída Baptista de Andrade
Třída Baptista de Andrade je třída korvet portugalského námořnictva. V době dokončení byly považovány za fregaty. Jedná se o vylepšenou verzi portugalské třídy João Coutinho. Postaveny byly celkem čtyři jednotky. K roku 2018 zůstává ve službě poslední jednotka.

## Stavba
Čtyři postavené jednotky této třídy byly do služby zařazeny v letech 1974–1975. Stavbu realizovala španělská loděnice Bazán v Cartageně.
Jednotky třídy Baptiste de Andrade:
| Jméno                      | Spuštěna        | Dodání             | Status                                                                                   |
| -------------------------- | --------------- | ------------------ | ---------------------------------------------------------------------------------------- |
| Baptiste de Andrade (F486) | 13. března 1973 | 19. listopadu 1974 | Vyřazena 2007, v rezervě.                                                                |
| João Roby (F486)           | 3. června 1973  | 18. března 1975    | Aktivní.                                                                                 |
| Afonso Cerquiera (F486)    | 6. října 1973   | 26. června 1975    | Vyřazena 11. března 2015, potopena poblíž Cabo Girão na Madeiře jako potápěčská atrakce. |
| Oliveira e Carmo (F486)    | 22. února 1974  | 28. října 1975     | Vyřazena 1999, roku 2012 potopena jako umělý útes.                                       |

## Konstrukce

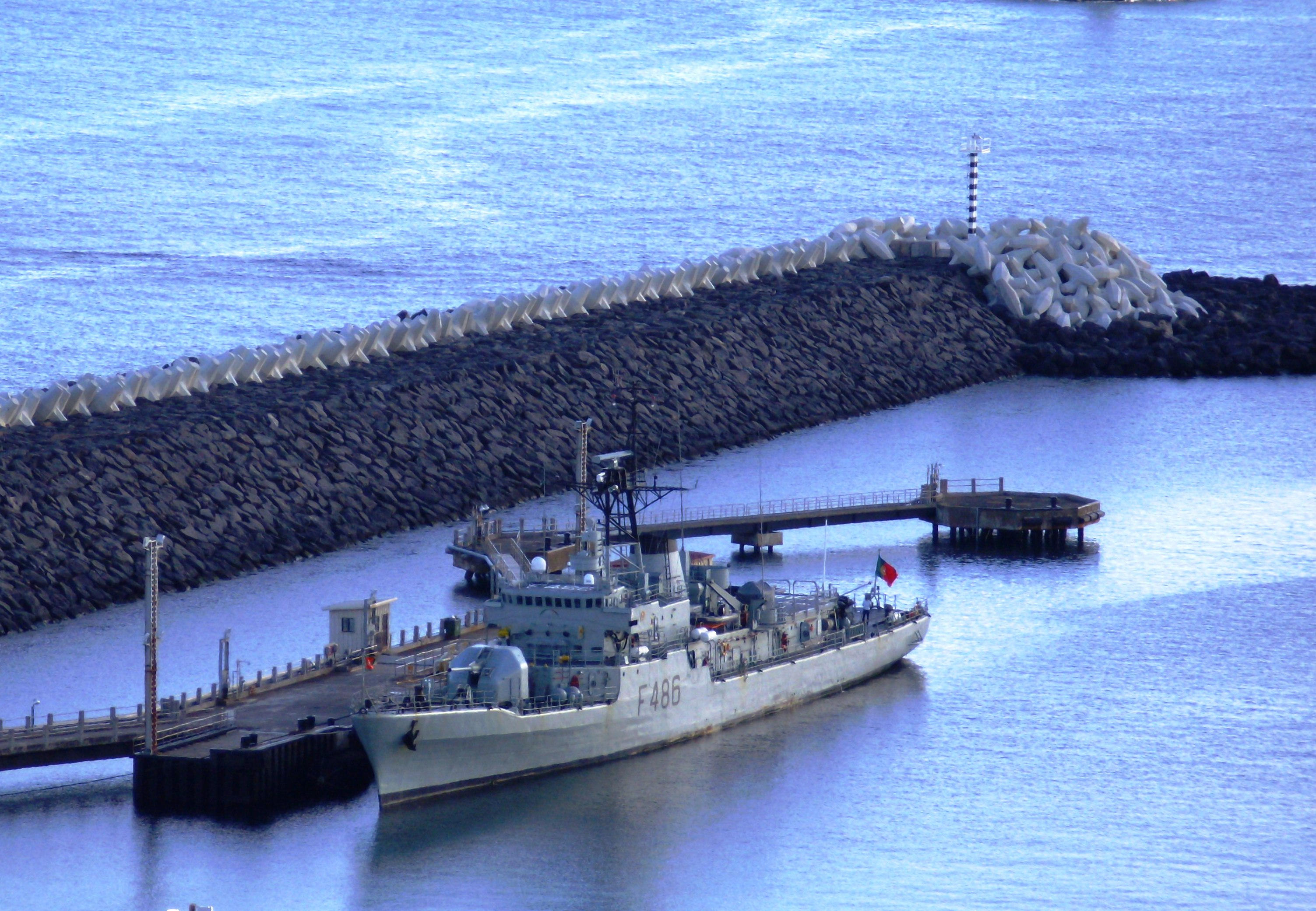
Baptista de Andrade (F486

Výzbroj tvořil jeden 100mm kanón Creusot-Loire, dva 40mm kanóny a dva trojhlavňové 324mm torpédomety. Plavidla nesla jeden vrtulník, nebyla však vybavena hangárem. Pohonný systém tvořily dva diesely. Nejvyšší rychlost dosahovala 24 uzlů.